# Спорт в Замбии

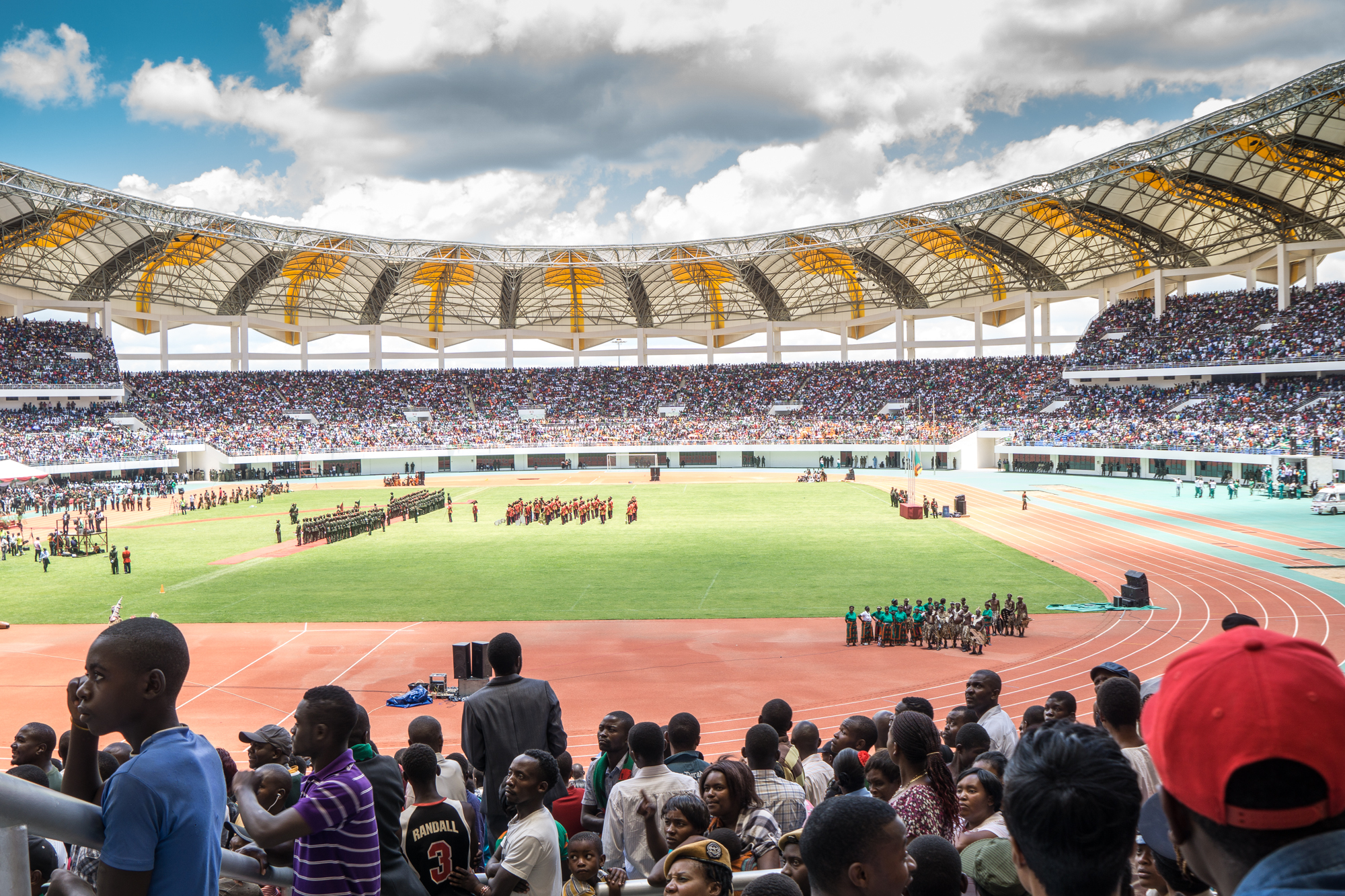
Стадион Национальных героев в Лусаку

Спорт является общим социальным аспектом замбийской культуры, который объединяет людей для обучения, развития навыков, веселья и радостных моментов. Спорт в Замбии включает, помимо прочего, футбол, лёгкую атлетику, нетбол, волейбол и местные игры, такие как нсоло, чиенга, вайда, прятки, валяко и соджо. Эти некоторые из местных игр, которые поддерживают социализацию. Все эти виды спорта и игры являются частью культуры Замбии. Тот факт, что в игры играют более одного человека, делает их социальными и образовательно-развлекательными мероприятиями. История некоторых из этих игр так же стара, как и сами замбийцы. Однако Замбия начала принимать участие в популярных мировых видах спорта и Играх, в основном летних Олимпийских играх только в 1964 году.

## Олимпийские игры
Замбия объявила о своей независимости в день церемонии закрытия летних Олимпийских игр 1964 года, тем самым став первой страной, которая когда-либо участвовала в Олимпийских играх как одна страна, а покидала её как другая. В 1984 году боксёр Кит Мвила завоевал первую для страны олимпийскую медаль — бронзу в лёгком наилегчайшем весе. В 1996 году лекгоалет Самуэль Матете принёс стране вторую медаль — серебро в беге на 400 м с барьерами. В зимних Олимпийских играх по состоянию на 2022 год Замбия никогда не участвовала.

## Футбол
Футбол— самый популярный вид спорта в Замбии, и у национальной сборной Замбии по футболу были моменты триумфа в истории футбола. На Олимпийских играх в Сеуле в 1988 году сборная победила команду Италии со счётом 4-0. Калуша Бвалия, самый знаменитый футболист Замбии и один из величайших футболистов Африки в истории, сделал в том матче хет-трик. Однако по сей день многие эксперты говорят, что величайшей командой, которую когда-либо собирала Замбия, была та, которая погибла 28 апреля 1993 года в авиакатастрофе в Либревиле (Габон). Несмотря на это, в 1996 году Замбия заняла 15-е место в официальном рейтинге сборных ФИФА, что является самым высоким показателем среди всех южноафриканских команд. В 2012 году Замбия впервые выиграла Кубок африканских наций, дважды проиграв до этого в финалах. В финале они обыграли Кот-д’Ивуар в серии пенальти со счётом 8-7, который проходил в Либревиле, всего в нескольких километрах от места авиакатастрофы произошедшей 19 лет назад. В 2017 году Замбия провела и выиграла Панафриканский футбольный турнир U-20 — Кубок африканских наций для игроков в возрасте до 20 лет.
Тем временем женская сборная Замбии по футболу добилась триумфального момента, став первой национальной сборной африканской страны, не имеющей выхода к морю, которая прошла квалификацию на чемпионат мира по футболу среди женщин, заняв третье место на женском Кубке африканских наций 2022 года. Чемпионат мира по футболу среди женщин 2023 станет для сборной первым в её истории.

## Другие виды спорта
Регби, бокс и крикет также являются популярными видами спорта в Замбии. Примечательно, что в какой-то момент в начале 2000-х годов национальные сборные Австралии и Южной Африки по регби возглавляли игроки, родившиеся в одной и той же больнице Лусаки, этими игроками были Джордж Греган и Корне Криге соответственно. До 2014 года регбийный клуб Roan Antelope Rugby Club из Луаншья удерживал мировой рекорд Гиннеса за самые высокие стойки регбийных ворот в мире высотой 110 футов и 6 дюймов (33,68 м). Позднее этот рекорд побил клуб Wednesbury Rugby Club.
Регби в Замбии — второстепенный, но развивающийся вид спорта. В настоящее время страна занимает 73-е место в рейтинге Международного совета регби (IRB) и насчитывает 3650 зарегистрированных игроков и три официально организованных клуба. Замбия раньше играла в крикет как часть Родезии. Также Замбия предоставила блестящего международного игрока в шинти — Эдди Тембо, представлявшего Шотландию в
Composite rules shinty–hurling против Ирландии в 2008 году.

## Африканские игры
В 2011 году в Замбии должны были состояться десятые Всеафриканские игры, для которых должны были быть построены три стадиона в Лусаке, Ндоле и Ливингстоне. Стадион в Лусаке длжен был вмещать 70 000 зрителей, а два других стадиона по 50 000 человек каждый. Правительство поощряло участие частного сектора в строительстве спортивных сооружений из-за нехватки государственных средств для проекта. В декабре 2008 года правительство Замбии отозвало свое предложение о проведении Игр 2011 года, сославшись на нехватку средств. Игры были отданы Мозамбику и прошли в городе в Мапуту.

## Гольф
Мадалицо Мутия стал первым чернокожим африканцем который участвовал в Открытом чемпионате США по гольфу, одном из четырёх крупных турниров по гольфу.

## Баскетбол
В 1989 году баскетбольная команда страны продемонстрировала лучшие результаты, когда прошла квалификацию на чемпионат Африки и, таким образом, вошла в десятку лучших команд Африки.